# شوندريلا أفيري
شوندريلا أفيري (بالإنجليزية: Shondrella Avery)‏ هي ممثلة أمريكية، ولدت في 26 أبريل 1971 بلوس أنجلوس في الولايات المتحدة.

## أعمال

### أفلام
- (2005) دومينو[5]
- (2006) ديجا فو[6]
- (2008) الحياة السرية للنحل[7]
- (2010) لدينا عرس عائلي[8]
- (2012) نهاية المناوبة[9]

## وصلات خارجية
- شوندريلا أفيري على موقع IMDb (الإنجليزية)
- شوندريلا أفيري على موقع أول موفي (الإنجليزية)
- شوندريلا أفيري على موقع قاعدة بيانات الأفلام السويدية (السويدية)
- شوندريلا أفيري على موقع ديسكوغز (الإنجليزية)
- شوندريلا أفيري على موقع قاعدة بيانات الفيلم (الإنجليزية)